# Kontrowers (województwo mazowieckie)
Kontrowers – osada leśna w Polsce, położona w województwie mazowieckim, w powiecie legionowskim, w gminie Nieporęt.